# Alexander Annesley
Alexander Annesley (... – 1813) è stato un avvocato e scrittore britannico.
Fu un avvocato e commentatore politico, esperto soprattutto di temi sociali. Nel 1800 pubblicò un importante volume sulle cause della scarsità di grano in Gran Bretagna. La sua opera principale è il Compendium of the law of marine insurances, edito nel 1808 e ispirato al System of the law of marine insurances di James Allan Park. Il volume di Annesley illustra la storia della navigazione e del commercio, trattando poi l'assicurazione marittima e l'incendio nell'ultima parte. Una copia del volume è conservata presso la Fondazione Mansutti di Milano.